# Aeropuerto Internacional Libertad de Newark
El Aeropuerto Internacional Libertad de Newark (en inglés, Newark Liberty International Airport) (IATA: EWR, OACI: KEWR) es un aeropuerto situado entre las ciudades de Newark y Elizabeth en el norte del estado de Nueva Jersey, a 24 kilómetros de Nueva York. Este aeropuerto es uno de los más grandes de Estados Unidos con un tráfico de más de 30 millones de pasajeros por año y además fue el principal de los Estados Unidos. Es también el principal del área metropolitana de Nueva York. Incluye tres terminales de viajeros y otras instalaciones para carga. 
United Airlines es la aerolínea más importante en Newark, utilizando en exclusiva una terminal. Además es el tercer centro de operaciones de United Airlines (después de Houston y Chicago), y FedEx mantienen varias instalaciones importantes para sus servicios de carga aérea.
El Aeropuerto de Newark junto con los Aeropuertos de la Ciudad de Nueva York crean el sistema de aeropuerto más grande de los Estados Unidos, el segundo lugar en el mundo en términos de tráfico de pasajeros, y por primera vez en el mundo en términos de las operaciones de vuelo totales. En 2011 el aeropuerto de Newark manejo 33.8 millones de pasajeros, el Aeropuerto JFK manejo 47.8 millones, y el Aeropuerto LaGuardia poco más de 24.0 millones de pasajeros.
Un sistema de monorriel, llamado el AirTrain ("tren aéreo"), conecta las terminales y los aparcamientos y también proporciona conexiones con los trenes de Amtrak y NJ Transit y sus servicios a Nueva York, Trenton, Filadelfia, y a otras ciudades del noreste de los Estados Unidos. El aeropuerto es gestionado por la Autoridad Portuaria de Nueva York y Nueva Jersey.
En el pasado, las instalaciones eran conocidas como el Aeropuerto Internacional de Newark (en inglés, Newark International Airport). Tras los atentados del 11 de septiembre de 2001, el aeropuerto fue reticulado y adquirió el nombre adicional de "Libertad" para honrar a las víctimas de esa tragedia. Además este fue el origen del United 93 que fue el único vuelo de ese día que no llegó a su objetivo. Sin embargo, algunos residentes de Nueva Jersey y Nueva York no creen que esto fuese una manera apropiada de honrar a las víctimas. En la práctica este nuevo nombre es raramente utilizado. Coloquialmente se conoce simplemente como "Newark Airport" por la población local. 
Newark es el punto final del vuelo comercial directo más largo del mundo proveniente de Singapur por Singapore Airlines, es un vuelo de dieciocho horas el cual cesó en 2013 y reabrió en el año 2018 ahora con las nuevas aeronaves Airbus A350-900LR a diferencia del Airbus A340-500 utilizado antes de que cesara en 2013.[cita requerida]

## Terminales
El Aeropuerto Internacional Libertad de Newark tiene tres terminales de pasajeros. La Terminal A y la Terminal B se completaron en 1973 y tienen cuatro niveles. Los mostradores de las entradas están en la planta superior, con excepción de la segunda planta y del primer piso operado por British Airways. Las tiendas están en el tercer piso. Una sala de llegadas internacionales (Terminal B) y cintas de equipaje (A y B) se encuentran en el segundo piso. Finalmente, el estacionamiento de corto plazo y las operaciones de rampa (áreas restringidas) se encuentran en la planta baja.
La Terminal C, fue terminada en 1988, tiene dos niveles de venta de entradas, un check-in para internacional y otro check-in para nacional. Tras su inauguración, la Terminal C tiene 41 puertas, originalmente con un nivel de salidas, una planta de llegadas, y un estacionamiento subterráneo. Del 1998 a 2003, la Terminal C fue reformada y ampliada en un programa de 1,2 mil millones dólares lo que permitió mayores salidas internacionales y una capacidad máxima de 19 aviones de fuselaje angosto (o 12 aviones de fuselaje ancho).
A partir de 2008, la Terminal B está siendo renovada para aumentar la capacidad de pasajeros de salida y su confort. Las renovaciones incluyen la ampliación y actualización de las áreas de venta de entradas, la construcción de un nivel y un nuevo punto de partida para los vuelos nacionales, y la construcción de una nueva terminal de llegadas. Los planes también están en marcha para ampliar la Terminal A mediante la adición de un nuevo estacionamiento y radicalmente ampliar el tamaño de la sala, añadir nuevas puertas de equipaje, venta de entradas, y las zonas de seguridad.

## Aerolíneas y destinos

### Pasajeros
| Aerolíneas                    | Destinos |
| ----------------------------- | --- |
| Aer Lingus                    | Dublín |
| Aeroméxico                    | Ciudad de México |
| Air Canada                    | Calgary, Toronto–Pearson, Vancouver |
| Air Canada Express            | Halifax, Montreal–Trudeau, Toronto–Pearson |
| Air France                    | París–Charles de Gaulle |
| Air India                     | Bombay, Nueva Delhi |
| Air Premia                    | Seúl–Incheon |
| Alaska Airlines               | Los Ángeles, Portland (OR), San Diego, San Francisco, Seattle/Tacoma |
| Allegiant Air                 | Appleton, Asheville, Cincinnati, Des Moines, Destin/Fort Walton Beach, Flint, Knoxville Estacional: Grand Rapids, Savannah |
| American Airlines             | Charlotte, Chicago-O'Hare, Dallas/Fort Worth, Miami, Phoenix–Sky Harbor |
| American Eagle                | Chicago-O'Hare |
| Arajet                        | Santo Domingo–Las Américas |
| Austrian Airlines             | Viena |
| BermudAir                     | Bermudas (inicia el 26 de octubre de 2025) Estacional: Anguilla (inicia el 18 de diciembre de 2025) |
| Breeze Airways                | Charleston (WV) |
| British Airways               | Londres–Heathrow |
| Delta Air Lines               | Atlanta, Detroit, Mineápolis/St. Paul, Salt Lake City |
| Delta Connection              | Boston, Cincinnati, Raleigh/Durham |
| EgyptAir                      | El Cairo |
| El Al                         | Tel Aviv |
| Emirates                      | Atenas, Dubái–International |
| Ethiopian Airlines            | Adís Abeba, Lomé |
| French Bee                    | París–Orly |
| Frontier Airlines             | Atlanta, Chicago–Midway (inicia el 7 de octubre de 2025), San Juan |
| Icelandair                    | Reikiavik–Keflavík |
| JetBlue Airways               | Aruba, Cancún, Fort Lauderdale, Fort Myers, Las Vegas (inicia el 5 de enero de 2026), Orlando, Punta Cana, San Juan, Santiago de los Caballeros, Tampa, West Palm Beach Estacional: Los Ángeles, Santo Domingo–Las Américas |
| La Compagnie                  | Milán–Malpensa, París–Orly Estacional: Niza Chárter estacional: San Martín |
| LOT Polish Airlines           | Varsovia–Chopin Estacional: Cracovia, Rzeszów |
| Lufthansa                     | Fráncfort, Múnich |
| Porter Airlines               | Montreal–Trudeau, Ottawa, Toronto–Billy Bishop |
| Scandinavian Airlines         | Copenhague, Estocolmo–Arlanda, Oslo |
| Singapore Airlines            | Singapur |
| Spirit Airlines               | Atlanta, Austin, Birmingham (AL), Charleston (SC), Charlotte, Chattanooga, Chicago–O'Hare, Columbia (SC), Dallas/Fort Worth, Detroit, Fort Lauderdale, Houston–Intercontinental, Indianápolis, Las Vegas, Los Ángeles, Miami, Myrtle Beach, Nashville, Nueva Orleans, Orlando, Pittsburgh, Raleigh/Durham, Savannah |
| Sun Country Airlines          | Mineápolis/St. Paul |
| Swiss International Air Lines | Zúrich |
| TAP Air Portugal              | Lisboa, Oporto |
| Turkish Airlines              | Estambul |
| United Airlines               | Aguadilla, Ámsterdam, Antigua, Aruba, Atlanta, Austin, Barcelona, Barbados, Berlín, Bermudas, Bogotá, Bonaire, Boston, Bozeman, Bruselas, Búfalo, Cancún, Cayo Hueso, Charleston (SC), Charlotte, Chicago-O'Hare, Ciudad de Guatemala, Ciudad de México, Ciudad de Panamá–Tocumen, Ciudad del Cabo, Cleveland, Curazao, Dallas/Fort Worth, Denver, Dominica–Douglas-Charles, Dubái–International, Dublín, Edimburgo, Fort Lauderdale, Fort Myers, Fráncfort, Ginebra, Houston-Intercontinental, Jacksonville (FL), Johannesburgo–O. R. Tambo, Las Vegas, Lima, Lisboa, Londres–Heathrow, Los Ángeles, Madrid, Miami, Milán-Malpensa, Montego Bay, Múnich, Nashville, Nasáu, Norfolk, Nueva Delhi, Nueva Orleans, Orange County, Orlando, París-Charles de Gaulle, Pekín–Capital, Phoenix–Sky Harbor, Portland (OR), Portland (ME), Providenciales, Puerto Plata, Puerto Vallarta, Punta Cana, Raleigh/Durham, Roma-Fiumicino, Sacramento, Salt Lake City, San Antonio, San Diego, San Francisco, San José de Costa Rica, San José del Cabo, San Juan, San Martín, San Pedro Sula, San Salvador, Santiago de los Caballeros, Santo Domingo–Las Américas, Santo Tomás, São Paulo–Guarulhos, Sarasota, Savannah, Seattle/Tacoma, Tampa, Tel Aviv, Tokio–Haneda, Tokio–Narita, Washington-Dulles, West Palm Beach, Zúrich Estacional: Anchorage, Atenas, Bilbao, Burlington (VT), Ciudad de Belice, Cozumel, Detroit, Dubrovnik, Eagle/Vail, Faro, Funchal, Gran Caimán, Estocolmo–Arlanda, Hayden/Steamboat Springs, Honolulu, Jackson Hole, Kansas City, Liberia (CR), Málaga, Marrakesh, Mineápolis/St. Paul, Montrose, Myrtle Beach, Nápoles, Niza, Nuuk, Oporto, Palermo, Palm Springs (inicia el 18 de diciembre de 2025), Palma de Mallorca, Ponta Delgada, Puerto España, Reikiavik–Keflavík, San Cristóbal y Nieves, San Luis, Santa Lucía–Hewanorra, Shannon, Siracusa, Tulum, Vancouver, Venecia |
| United Express                | Bangor, Búfalo, Burlington (VT), Cayo Hueso, Cincinnati, Cleveland, Columbus–Glenn, Detroit, Grand Rapids, Greensboro, Greenville/Spartanburg, Indianápolis, Jacksonville (FL), Louisville, Madison, Milwaukee, Mineápolis/St. Paul, Montreal–Trudeau, Myrtle Beach, Nashville, Norfolk, Ottawa, Pittsburgh, Portland (ME), Quebec, Richmond, Rochester (NY), San Luis, Savannah, Siracusa, Toronto–Pearson, Washington-Dulles, Washington–National, West Palm Beach, Wilmington (NC) Estacional: Asheville, Atlanta, Boston, Charleston (SC), Charlotte, Halifax, Hilton Head, Kansas City, Memphis, Nantucket, Raleigh/Durham, Traverse City |
| Volaris                       | Ciudad de México (inicia el 2 de noviembre de 2025), Guadalajara |
| Volaris El Salvador           | San Salvador |

Notas
1. ↑  El vuelo de Ethiopian Airlines de Adís Abeba a Newark hace escala en Roma-Fiumicino, pero el vuelo de Newark a Adís Abeba es directo.

### Carga
| Aerolíneas             | Destinos |
| ---------------------- | --- |
| Ameriflight            | Baltimore, Boston, Washington–Dulles |
| Amerijet International | Orlando, San Juan |
| DHL Aviation           | Cincinnati |
| FedEx Express          | Anchorage, Boston, Fort Worth/Alliance, Greensboro, Indianápolis, Los Ángeles, Memphis, Oakland, Ontario, París–Charles de Gaulle, Washington–Dulles |
| UPS Airlines           | Chicago/Rockford, Colonia/Bonn, Dallas/Fort Worth, Filadelfia, Louisville, Ontario                                                                   |
| WestJet                | Bermudas |

### Destinos internacionales

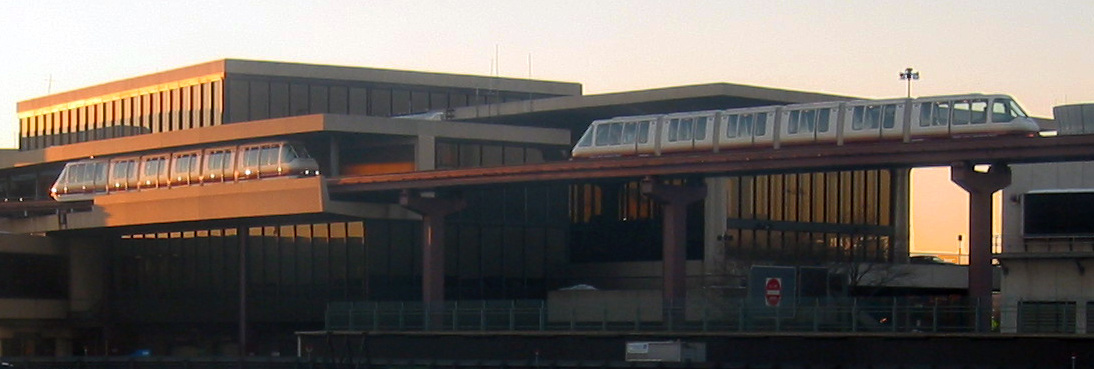
Aeropuerto Internacional Libertad de Newark.

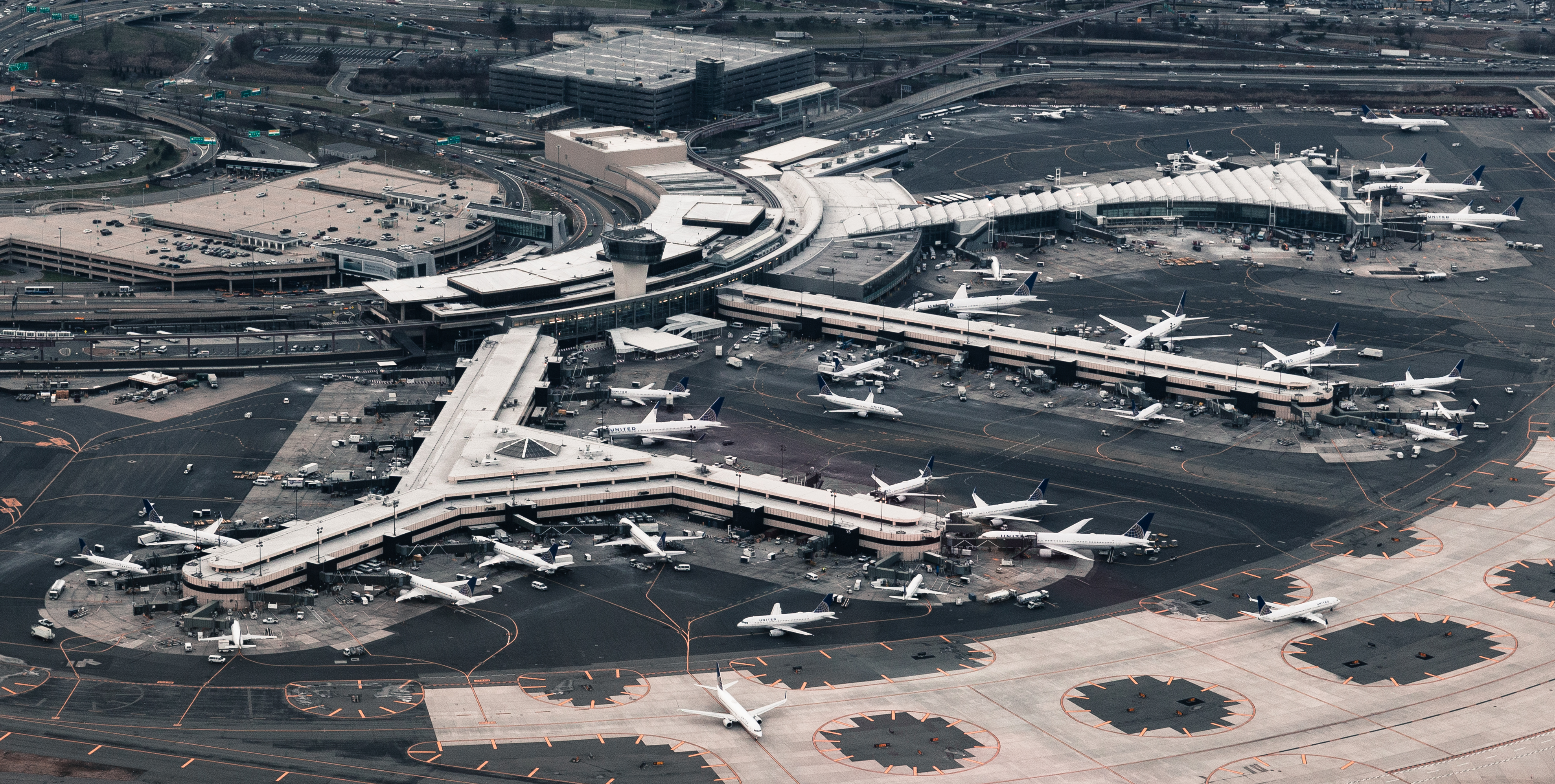
Vista aérea de la Terminal C.

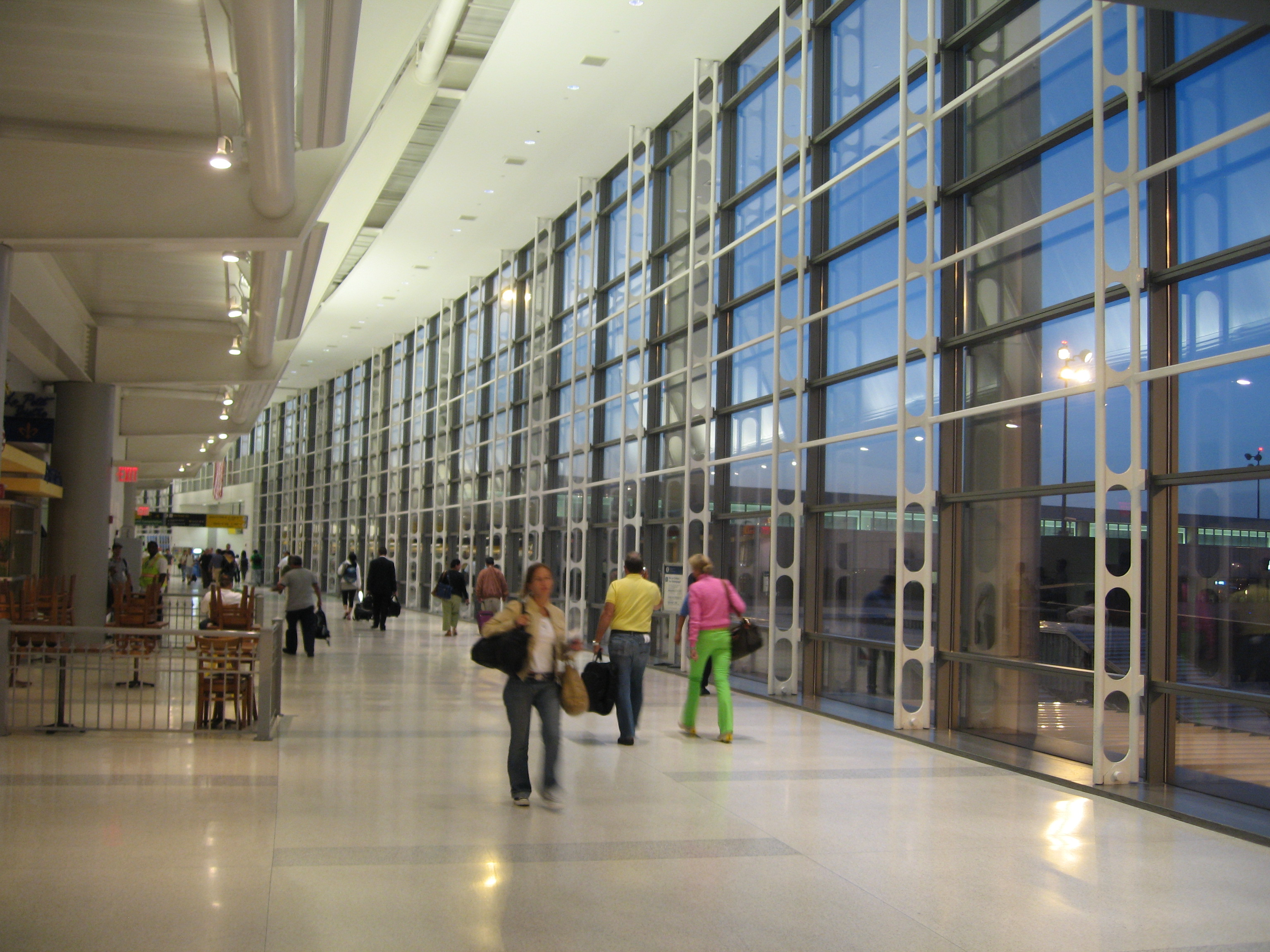
Interior de la Terminal C remodelada.

Se ofrece servicio a 104 destinos internacionales (18 estacionales), a cargo de 31 aerolíneas.
| Ciudad                                                          | Nombre del aeropuerto                                           | Aerolíneas                                                                |        |        |        |
| África                                                          | África                                                          | África                                                                    | África | África | África |
| --------------------------------------------------------------- | --------------------------------------------------------------- | ------------------------------------------------------------------------- | ------ | ------ | ------ |
| Egipto                                                          |                                                                 |                                                                           |        |        |        |
| El Cairo                                                        | Aeropuerto Internacional de El Cairo                            | EgyptAir                                                                  |        |        |        |
| Etiopía                                                         |                                                                 |                                                                           |        |        |        |
| Adís Abeba                                                      | Aeropuerto Internacional Bole                                   | Ethiopian Airlines                                                        |        |        |        |
| Marruecos                                                       |                                                                 |                                                                           |        |        |        |
| Marrakech                                                       | Aeropuerto de Marrakech-Menara                                  | United Airlines (Estacional)                                              |        |        |        |
| Sudáfrica                                                       |                                                                 |                                                                           |        |        |        |
| Ciudad del Cabo                                                 | Aeropuerto Internacional de Ciudad del Cabo                     | United Airlines                                                           |        |        |        |
| Johannesburgo                                                   | Aeropuerto Internacional de Johannesburgo-Oliver Reginald Tambo | United Airlines                                                           |        |        |        |
| Togo                                                            |                                                                 |                                                                           |        |        |        |
| Lomé                                                            | Aeropuerto de Lomé-Tokoin                                       | Ethiopian Airlines                                                        |        |        |        |
| Norteamérica                                                    |                                                                 |                                                                           |        |        |        |
| Canadá                                                          |                                                                 |                                                                           |        |        |        |
| Calgary                                                         | Aeropuerto Internacional de Calgary                             | Air Canada                                                                |        |        |        |
| Halifax                                                         | Aeropuerto Internacional de Halifax-Stanfield                   | Air Canada Express / United Express (Estacional)                          |        |        |        |
| Montreal                                                        | Aeropuerto Internacional Pierre Elliott Trudeau                 | Air Canada Express / Porter Airlines / United Express                     |        |        |        |
| Ottawa                                                          | Aeropuerto Internacional de Ottawa                              | Porter Airlines / United Express                                          |        |        |        |
| Quebec                                                          | Aeropuerto Internacional Jean-Lesage de Quebec                  | United Express                                                            |        |        |        |
| Toronto                                                         | Aeropuerto Internacional Toronto Pearson                        | Air Canada / Air Canada Express / United Express                          |        |        |        |
| Toronto                                                         | Aeropuerto Toronto City Centre                                  | Porter Airlines                                                           |        |        |        |
| Vancouver                                                       | Aeropuerto Internacional de Vancouver                           | Air Canada / United Airlines (Estacional)                                 |        |        |        |
| Groenlandia                                                     |                                                                 |                                                                           |        |        |        |
| Nuuk                                                            | Aeropuerto de Nuuk                                              | United Airlines (Estacional)                                              |        |        |        |
| México                                                          |                                                                 |                                                                           |        |        |        |
| Cancún                                                          | Aeropuerto Internacional de Cancún                              | JetBlue Airways / United Airlines                                         |        |        |        |
| Ciudad de México                                                | Aeropuerto Internacional de la Ciudad de México                 | Aeroméxico / United Airlines / Volaris (inicia el 2 de noviembre de 2025) |        |        |        |
| Cozumel                                                         | Aeropuerto Internacional de Cozumel                             | United Airlines (Estacional)                                              |        |        |        |
| Guadalajara                                                     | Aeropuerto Internacional de Guadalajara                         | Volaris                                                                   |        |        |        |
| Puerto Vallarta                                                 | Aeropuerto Internacional de Puerto Vallarta                     | United Airlines                                                           |        |        |        |
| San José del Cabo                                               | Aeropuerto Internacional de Los Cabos                           | United Airlines                                                           |        |        |        |
| Tulum                                                           | Aeropuerto Internacional de Tulum                               | United Airlines (Estacional)                                              |        |        |        |
| Centroamérica y El Caribe                                       |                                                                 |                                                                           |        |        |        |
| Anguila                                                         |                                                                 |                                                                           |        |        |        |
| Isla de Anguila                                                 | Aeropuerto Internacional Clayton J. Lloyd                       | BermudAir (Estacional) (inicia el 18 de diciembre de 2025)                |        |        |        |
| Antigua y Barbuda                                               |                                                                 |                                                                           |        |        |        |
| Saint John                                                      | Aeropuerto Internacional V. C. Bird                             | United Airlines                                                           |        |        |        |
| Aruba                                                           |                                                                 |                                                                           |        |        |        |
| Oranjestad                                                      | Aeropuerto Internacional Reina Beatrix                          | JetBlue Airways / United Airlines                                         |        |        |        |
| Bahamas                                                         |                                                                 |                                                                           |        |        |        |
| Nasáu                                                           | Aeropuerto Internacional Lynden Pindling                        | United Airlines                                                           |        |        |        |
| Barbados                                                        |                                                                 |                                                                           |        |        |        |
| Bridgetown                                                      | Aeropuerto Internacional Grantley Adams                         | United Airlines                                                           |        |        |        |
| Belice                                                          |                                                                 |                                                                           |        |        |        |
| Ciudad de Belice                                                | Aeropuerto Internacional Philip S. W. Goldson                   | United Airlines (Estacional)                                              |        |        |        |
| Bermudas                                                        |                                                                 |                                                                           |        |        |        |
| Hamilton                                                        | Aeropuerto Internacional L.F. Wade                              | BermudAir (inicia el 26 de octubre de 2025) / United Airlines             |        |        |        |
| Caribe Neerlandés                                               |                                                                 |                                                                           |        |        |        |
| Kralendijk                                                      | Aeropuerto Internacional Flamingo                               | United Airlines                                                           |        |        |        |
| Costa Rica                                                      |                                                                 |                                                                           |        |        |        |
| Liberia                                                         | Aeropuerto de Guanacaste                                        | United Airlines (Estacional)                                              |        |        |        |
| San José                                                        | Aeropuerto Internacional Juan Santamaría                        | United Airlines                                                           |        |        |        |
| Curazao                                                         |                                                                 |                                                                           |        |        |        |
| Willemstad                                                      | Aeropuerto Internacional Hato                                   | United Airlines                                                           |        |        |        |
| Dominica                                                        |                                                                 |                                                                           |        |        |        |
| Roseau                                                          | Aeropuerto Douglas–Charles                                      | United Airlines                                                           |        |        |        |
| El Salvador                                                     |                                                                 |                                                                           |        |        |        |
| San Salvador                                                    | Aeropuerto Internacional de El Salvador                         | United Airlines / Volaris El Salvador                                     |        |        |        |
| Guatemala                                                       |                                                                 |                                                                           |        |        |        |
| Ciudad de Guatemala                                             | Aeropuerto Internacional La Aurora                              | United Airlines                                                           |        |        |        |
| Honduras                                                        |                                                                 |                                                                           |        |        |        |
| San Pedro Sula                                                  | Aeropuerto Internacional Ramón Villeda Morales                  | United Airlines                                                           |        |        |        |
| Islas Caimán                                                    |                                                                 |                                                                           |        |        |        |
| Gran Caimán                                                     | Aeropuerto Internacional Owen Roberts                           | United Airlines (Estacional)                                              |        |        |        |
| Islas Turcas y Caicos                                           |                                                                 |                                                                           |        |        |        |
| Providenciales                                                  | Aeropuerto Internacional de Providenciales                      | United Airlines                                                           |        |        |        |
| Islas Vírgenes de los Estados Unidos                            |                                                                 |                                                                           |        |        |        |
| Santo Tomás                                                     | Aeropuerto Internacional Cyril E. King                          | United Airlines                                                           |        |        |        |
| Jamaica                                                         |                                                                 |                                                                           |        |        |        |
| Montego Bay                                                     | Aeropuerto Internacional Sir Donald Sangster                    | United Airlines                                                           |        |        |        |
| Panamá                                                          |                                                                 |                                                                           |        |        |        |
| Ciudad de Panamá                                                | Aeropuerto Internacional de Tocumen                             | United Airlines                                                           |        |        |        |
| Puerto Rico                                                     |                                                                 |                                                                           |        |        |        |
| Aguadilla                                                       | Aeropuerto Internacional Rafael Hernández                       | United Airlines                                                           |        |        |        |
| San Juan                                                        | Aeropuerto Internacional Luis Muñoz Marín                       | Frontier Airlines / JetBlue Airways / United Airlines                     |        |        |        |
| República Dominicana                                            |                                                                 |                                                                           |        |        |        |
| Punta Cana                                                      | Aeropuerto Internacional de Punta Cana                          | JetBlue Airways / United Airlines                                         |        |        |        |
| Puerto Plata                                                    | Aeropuerto Internacional Gregorio Luperón                       | United Airlines                                                           |        |        |        |
| Santiago de los Caballeros                                      | Aeropuerto Internacional del Cibao                              | JetBlue Airways / United Airlines                                         |        |        |        |
| Santo Domingo                                                   | Aeropuerto Internacional Las Américas                           | Arajet / JetBlue Airways (Estacional) / United Airlines                   |        |        |        |
| San Cristóbal y Nieves                                          |                                                                 |                                                                           |        |        |        |
| Basseterre                                                      | Aeropuerto Internacional Robert L. Bradshaw                     | United Airlines (Estacional)                                              |        |        |        |
| San Martín                                                      |                                                                 |                                                                           |        |        |        |
| Philipsburg                                                     | Aeropuerto Internacional Princesa Juliana                       | La Compagnie (Chárter Estacional) / United Airlines                       |        |        |        |
| Santa Lucía                                                     |                                                                 |                                                                           |        |        |        |
| Vieux Fort                                                      | Aeropuerto Internacional Hewanorra                              | United Airlines (Estacional)                                              |        |        |        |
| Trinidad y Tobago                                               |                                                                 |                                                                           |        |        |        |
| Puerto España                                                   | Aeropuerto Internacional de Piarco                              | United Airlines (Estacional)                                              |        |        |        |
| Sudamérica                                                      |                                                                 |                                                                           |        |        |        |
| Brasil                                                          |                                                                 |                                                                           |        |        |        |
| São Paulo                                                       | Aeropuerto Internacional de São Paulo-Guarulhos                 | United Airlines                                                           |        |        |        |
| Colombia                                                        |                                                                 |                                                                           |        |        |        |
| Bogotá                                                          | Aeropuerto Internacional El Dorado                              | United Airlines                                                           |        |        |        |
| Perú                                                            |                                                                 |                                                                           |        |        |        |
| Lima                                                            | Aeropuerto Internacional Jorge Chávez                           | United Airlines                                                           |        |        |        |
| Asia                                                            |                                                                 |                                                                           |        |        |        |
| China                                                           |                                                                 |                                                                           |        |        |        |
| Pekín                                                           | Aeropuerto Internacional de Pekín-Capital                       | United Airlines                                                           |        |        |        |
| Corea del Sur                                                   |                                                                 |                                                                           |        |        |        |
| Seúl                                                            | Aeropuerto Internacional de Incheon                             | Air Premia                                                                |        |        |        |
| EAU                                                             |                                                                 |                                                                           |        |        |        |
| Dubái                                                           | Aeropuerto Internacional de Dubái                               | Emirates / United Airlines                                                |        |        |        |
| India                                                           |                                                                 |                                                                           |        |        |        |
| Bombay                                                          | Aeropuerto Internacional Chhatrapati Shivaji                    | Air India                                                                 |        |        |        |
| Nueva Delhi                                                     | Aeropuerto Internacional Indira Gandhi                          | Air India / United Airlines                                               |        |        |        |
| Israel                                                          |                                                                 |                                                                           |        |        |        |
| Tel Aviv                                                        | Aeropuerto Internacional Ben Gurión                             | El Al / United Airlines                                                   |        |        |        |
| Japón                                                           |                                                                 |                                                                           |        |        |        |
| Tokio                                                           | Aeropuerto Internacional de Narita                              | United Airlines                                                           |        |        |        |
| Tokio                                                           | Aeropuerto Internacional de Haneda                              | United Airlines                                                           |        |        |        |
| Singapur                                                        |                                                                 |                                                                           |        |        |        |
| Singapur                                                        | Aeropuerto Internacional de Singapur                            | Singapore Airlines                                                        |        |        |        |
| Europa                                                          |                                                                 |                                                                           |        |        |        |
| Alemania                                                        |                                                                 |                                                                           |        |        |        |
| Berlín                                                          | Aeropuerto de Berlín-Brandeburgo Willy Brandt                   | United Airlines                                                           |        |        |        |
| Fráncfort                                                       | Aeropuerto de Fráncfort del Meno                                | Lufthansa / United Airlines                                               |        |        |        |
| Múnich                                                          | Aeropuerto Internacional de Múnich-Franz Josef Strauss          | Lufthansa / United Airlines                                               |        |        |        |
| Austria                                                         |                                                                 |                                                                           |        |        |        |
| Viena                                                           | Aeropuerto de Viena-Schwechat                                   | Austrian Airlines                                                         |        |        |        |
| Bélgica                                                         |                                                                 |                                                                           |        |        |        |
| Bruselas                                                        | Aeropuerto de Bruselas                                          | United Airlines                                                           |        |        |        |
| Croacia                                                         |                                                                 |                                                                           |        |        |        |
| Dubrovnik                                                       | Aeropuerto de Dubrovnik                                         | United Airlines (Estacional)                                              |        |        |        |
| Dinamarca                                                       |                                                                 |                                                                           |        |        |        |
| Copenhague                                                      | Aeropuerto de Copenhague-Kastrup                                | Scandinavian Airlines System                                              |        |        |        |
| España                                                          |                                                                 |                                                                           |        |        |        |
| Barcelona                                                       | Aeropuerto Josep Tarradellas Barcelona-El Prat                  | United Airlines                                                           |        |        |        |
| Bilbao                                                          | Aeropuerto de Bilbao                                            | United Airlines (Estacional)                                              |        |        |        |
| Madrid                                                          | Aeropuerto Adolfo Suárez Madrid-Barajas                         | United Airlines                                                           |        |        |        |
| Málaga                                                          | Aeropuerto de Málaga-Costa del Sol                              | United Airlines (Estacional)                                              |        |        |        |
| Palma de Mallorca                                               | Aeropuerto de Palma de Mallorca                                 | United Airlines (Estacional)                                              |        |        |        |
| Francia                                                         |                                                                 |                                                                           |        |        |        |
| Niza                                                            | Aeropuerto Internacional de Niza-Costa Azul                     | La Compagnie (Estacional) / United Airlines (Estacional)                  |        |        |        |
| París                                                           | Aeropuerto de París-Charles de Gaulle                           | Air France / United Airlines                                              |        |        |        |
| París                                                           | Aeropuerto de París-Orly                                        | French Bee / La Compagnie                                                 |        |        |        |
| Grecia                                                          |                                                                 |                                                                           |        |        |        |
| Atenas                                                          | Aeropuerto Internacional Eleftherios Venizelos                  | Emirates / United Airlines (Estacional)                                   |        |        |        |
| Irlanda                                                         |                                                                 |                                                                           |        |        |        |
| Dublín                                                          | Aeropuerto de Dublín                                            | Aer Lingus / United Airlines                                              |        |        |        |
| Shannon                                                         | Aeropuerto Internacional de Shannon                             | United Airlines (Estacional)                                              |        |        |        |
| Islandia                                                        |                                                                 |                                                                           |        |        |        |
| Reikiavik                                                       | Aeropuerto Internacional de Keflavík                            | Icelandair / United Airlines (Estacional)                                 |        |        |        |
| Italia                                                          |                                                                 |                                                                           |        |        |        |
| Milán                                                           | Aeropuerto de Milán-Malpensa                                    | La Compagnie / United Airlines                                            |        |        |        |
| Nápoles                                                         | Aeropuerto de Nápoles-Capodichino                               | United Airlines (Estacional)                                              |        |        |        |
| Palermo                                                         | Aeropuerto de Palermo-Punta Raisi                               | United Airlines (Estacional)                                              |        |        |        |
| Roma                                                            | Aeropuerto de Roma-Fiumicino                                    | United Airlines                                                           |        |        |        |
| Venecia                                                         | Aeropuerto Internacional Marco Polo                             | United Airlines (Estacional)                                              |        |        |        |
| Noruega                                                         |                                                                 |                                                                           |        |        |        |
| Oslo                                                            | Aeropuerto de Oslo-Gardermoen                                   | Scandinavian Airlines System / United Airlines                            |        |        |        |
| Países Bajos                                                    |                                                                 |                                                                           |        |        |        |
| Ámsterdam                                                       | Aeropuerto de Ámsterdam-Schiphol                                | United Airlines                                                           |        |        |        |
| Polonia                                                         |                                                                 |                                                                           |        |        |        |
| Cracovia                                                        | Aeropuerto de Cracovia-Juan Pablo II                            | LOT Polish Airlines (Estacional)                                          |        |        |        |
| Rzeszów                                                         | Aeropuerto de Rzeszów                                           | LOT Polish Airlines (Estacional)                                          |        |        |        |
| Varsovia                                                        | Aeropuerto de Varsovia-Chopin                                   | LOT Polish Airlines                                                       |        |        |        |
| Portugal                                                        |                                                                 |                                                                           |        |        |        |
| Faro                                                            | Aeropuerto de Faro                                              | United Airlines (Estacional)                                              |        |        |        |
| Funchal                                                         | Aeropuerto de Madeira                                           | United Airlines (Estacional)                                              |        |        |        |
| Lisboa                                                          | Aeropuerto de Lisboa                                            | TAP Air Portugal / United Airlines                                        |        |        |        |
| Oporto                                                          | Aeropuerto de Oporto-Francisco Sá Carneiro                      | TAP Air Portugal / United Airlines (Estacional)                           |        |        |        |
| Ponta Delgada                                                   | Aeropuerto Juan Pablo II                                        | United Airlines (Estacional)                                              |        |        |        |
| Reino Unido                                                     |                                                                 |                                                                           |        |        |        |
| Edimburgo                                                       | Aeropuerto de Edimburgo                                         | United Airlines                                                           |        |        |        |
| Londres                                                         | Aeropuerto de Londres-Heathrow                                  | British Airways / United Airlines                                         |        |        |        |
| Suecia                                                          |                                                                 |                                                                           |        |        |        |
| Estocolmo                                                       | Aeropuerto de Estocolmo-Arlanda                                 | Scandinavian Airlines System / United Airlines (Estacional)               |        |        |        |
| Suiza                                                           |                                                                 |                                                                           |        |        |        |
| Ginebra                                                         | Aeropuerto Internacional de Ginebra                             | United Airlines                                                           |        |        |        |
| Zúrich                                                          | Aeropuerto Internacional de Zúrich                              | Swiss International Air Lines / United Airlines                           |        |        |        |
| Turquía                                                         |                                                                 |                                                                           |        |        |        |
| Estambul                                                        | Aeropuerto de Estambul                                          | Turkish Airlines                                                          |        |        |        |
| Total: 104 destinos (18 estacionales), 60 países, 31 aerolíneas |                                                                 |                                                                           |        |        |        |

## Estadísticas

### Rutas más transitadas
| Número | Ciudad                        | Pasajeros | Aerolínea                                                                            |
| ------ | ----------------------------- | --------- | ------------------------------------------------------------------------------------ |
| 1      | Los Ángeles, California       | 1,015,000 | Alaska Airlines, JetBlue Airways, United Airlines                                    |
| 2      | Orlando, Florida              | 994,000   | Frontier Airlines, JetBlue Airways, Spirit Airlines, United Airlines                 |
| 3      | Chicago, Illinois             | 842,000   | American Airlines, American Eagle, Frontier Airlines, United Airlines                |
| 4      | Atlanta, Georgia              | 818,000   | Delta Air Lines, Frontier Airlines, Spirit Airlines, United Airlines, United Express |
| 5      | San Francisco, California     | 897,000   | Alaska Airlines, JetBlue Airways, United Airlines                                    |
| 6      | Fort Lauderdale, Florida      | 786,000   | JetBlue Airways, Spirit Airlines, United Airlines                                    |
| 7      | Miami, Florida                | 627,000   | American Airlines, Frontier Airlines, United Airlines                                |
| 8      | Houston, Texas                | 586,000   | Spirit Airlines, United Airlines                                                     |
| 9      | Dallas, Texas                 | 499,000   | American Airlines, Spirit Airlines, United Airlines, United Express                  |
| 10     | Charlotte, Carolina del Norte | 495,000   | American Airlines, United Airlines, United Express                                   |

| Número | Ciudad                                           | Pasajeros | Aerolínea                                      |
| ------ | ------------------------------------------------ | --------- | ---------------------------------------------- |
| 1      | Londres, Reino Unido                             | 789,380   | British Airways, United Airlines               |
| 2      | Tel Aviv, Israel                                 | 575,941   | El Al, United Airlines                         |
| 3      | Cancún, México                                   | 466,472   | JetBlue Airways, United Airlines               |
| 4      | Fráncfort, Alemania                              | 426,001   | Lufthansa, United Airlines                     |
| 5      | Toronto, Canadá (YYZ)                            | 405,047   | Air Canada, Air Canada Express, United Express |
| 6      | Santiago de los Caballeros, República Dominicana | 370,251   | JetBlue Airways, United Airlines               |
| 7      | Toronto, Canadá (YTZ)                            | 368,055   | Porter Airlines                                |
| 8      | Santo Domingo, República Dominicana              | 367,699   | JetBlue Airways, United Airlines               |
| 9      | Lisboa, Portugal                                 | 366,639   | TAP Air Portugal, United Airlines              |
| 10     | Punta Cana, República Dominicana                 | 323,826   | JetBlue Airways, United Airlines               |

### Tráfico anual
| Pasajeros | Año        | Pasajeros | Año        | Pasajeros | Año        | Pasajeros |            |
| --------- | ---------- | --------- | ---------- | --------- | ---------- | --------- | ---------- |
|           |            | 2020      | 15,892,892 | 2010      | 33,107,041 | 2000      | 34,188,701 |
|           |            | 2019      | 46,366,452 | 2009      | 33,424,110 | 1999      | 33,622,686 |
|           |            | 2018      | 46,065,175 | 2008      | 35,366,359 | 1998      | 32,575,874 |
|           |            | 2017      | 43,393,499 | 2007      | 36,367,240 | 1997      | 30,945,857 |
|           |            | 2016      | 40,351,331 | 2006      | 35,764,910 | 1996      | 29,117,464 |
|           |            | 2015      | 37,494,704 | 2005      | 33,078,473 | 1995      | 26,626,231 |
| 2024      | 48,853,370 | 2014      | 35,600,108 | 2004      | 31,893,372 | 1994      | 28,019,984 |
| 2023      | 49,160,546 | 2013      | 35,016,236 | 2003      | 29,428,899 | 1993      | 25,809,413 |
| 2022      | 43,402,059 | 2012      | 34,014,027 | 2002      | 29,220,775 | 1992      | 24,284,248 |
| 2021      | 29,049,552 | 2011      | 33,711,372 | 2001      | 31,100,491 | 1991      | 22,276,396 |

## Incidentes y accidentes
- El 16 de diciembre de 1951 un C-46 de Miami Airlines tuvo un fallo en el motor derecho durante el despegue desde la pista 28 y se estrelló en Elizabeth, matando a 56 personas.
- El 22 de enero de 1952 un avión de American Airlines Convair durante la aproximación a la pista 6 se estrelló en Elizabeth, matando a 30 personas.
- El 11 de febrero de 1952 un DC-6 de National Airlines se estrelló en Elizabeth por un fallo eléctrico en el motor 3, después de despegar de la pista 24, matando a 33 personas.[14]
- El 18 de abril de 1979 un helicóptero Sikorsky S61-L de New York Airlines, que hacia un vuelo de rutina a los aeropuertos de LaGuardia y JFK,  se estrelló a 150 pies (46 m) en la zona entre pistas y 4L/22R 4R/22L matando a 3 personas e hiriendo a 15. Más tarde se determinó que el accidente fue debido a una falla en el rotor de cola del helicóptero.[15]
- El 31 de julio de 1997 el Vuelo 14 de FedEx , un McDonnell Douglas MD-11, procedente del Aeropuerto Internacional de Anchorage, se estrelló durante el aterrizaje cuando el motor n.º 3 entró en contacto con la pista durante un aterrizaje brusco, provocando que el avión capotara y se incendiara. Los dos miembros de la tripulación y los pasajeros escaparon ilesos.[16]
- El 11 de septiembre de 2001 el vuelo 93 de United Airlines, procedente de Newark y con destino a San Francisco, fue secuestrado como parte de los ataques del 11 de septiembre. Los pasajeros se rebelaron obligando a los secuestradores a estrellar el avión en un campo vacío en Shanksville, Pensilvania. Todos los pasajeros, la tripulación y los secuestradores murieron en el accidente. Una bandera estadounidense ondea como homenaje sobre la puerta de embarque A17, desde la que el vuelo despegó.[17]
- El 12 de febrero de 2009 un Bombardier Dash 8 Q400 de Colgan Air vuelo 3407, que operaba bajo contrato con Continental Connection, se estrelló contra una casa en Clarence Center, Nueva York. El vuelo se dirigía al Aeropuerto Internacional Buffalo Niagara y estaba aproximadamente a seis millas de distancia cuando se estrelló. Todos los pasajeros y 49 tripulantes a bordo de la aeronave y una persona sobre la tierra perecieron en el incidente.[18]
- El 10 de enero de 2010 el vielo 634 de United Airlines, un Airbus A319, realizó un aterrizaje de emergencia cuando el tren de aterrizaje derecho no se desplegó. No hubo pasajeros o tripulantes heridos durante el aterrizaje.[19] La aeronave sufrió daños considerables en el accidente.[20]

## Aeropuertos cercanos
Los aeropuertos más cercanos son:
- Aeropuerto LaGuardia (26 km)
- Aeropuerto Internacional John F. Kennedy (33 km)
- Aeropuerto de Westchester County (56 km)
- Aeropuerto Internacional Stewart (90 km)
- Aeropuerto MacArthur de Long Island (91 km)